# FusionInventory
FusionInventory est un logiciel servant à l'inventaire et la maintenance d'un parc informatique à l'aide d'autres logiciels de ce type tels que GLPI ou OCS Inventory.
Il permet notamment d'effectuer :
- l'inventaire matériel et logiciel (avec agents ou sans agent en utilisant le SNMP) ;
- le Wake-on-lan ;
- le déploiement de logiciels ;
- la découverte du matériel réseau connecté (utilisant Netbios, Nmap et SNMP).

Le projet contient différents composants logiciels.

## FusionInventory-Agent
- multi-plateforme : les différents systèmes d’exploitation sont supportés : Windows, Linux, FreeBSD, NetBSD, OpenBSD,  Mac OS X, Sun Solaris, IBM AIX, HP-UX, DragonFly BSD et kFreeBSD.
- multi-serveur : l’agent peut communiquer avec plusieurs serveurs (OCS Inventory, FusionInventory for GLPI, Uranos, Mandriva Pulse2, OTRS, etc.) ;
- plusieurs méthodes d’exécution :
  - exécution périodique, en utilisant les tâches planifiées ou le planificateur de tâches interne ;
  - peut être exécuté en daemon ou service Windows ;
  - peut être réveillé par le serveur si le serveur HTTP miniature est activé ;
- modulaire :
  - inventaire matériel et logiciel (intégré) :
  - Wake-on-lan (intégré) ;
  - module NetDiscovery : découvre tous les matériels réseaux utilisant Netbios, nmap et SNMP ;
  - module NetInventory : inventaire utilisant des requêtes SNMP (pour les imprimantes, routeurs, switchs, …) ;
  - module Deploy : déploiement de logiciels avec la possibilité de faire de la copie de fichier en pair-à-pair.

## FusionInventory pour GLPI
Un serveur de communication qui est un plugin pour GLPI (logiciel de gestion de parc).

## Licence
FusionInventory for GLPI est un logiciel libre publié sous la licence GNU Affero General Public License, l'agent est publié sous la licence GNU General Public License. Les développeurs sont directement détenteurs des droits d'auteurs.